# Teorema de Alexandre

Trança de 5 fios. Este é um elemento típico da trança grupo, que é utilizado na matemática campo da teoria nó.

Em matemática, o teorema de Alexandre afirma que cada nó ou ligação pode ser representada como um sistema fechado de trança. O teorema é nomeado em honra de James Waddell Alexandre II, que publicou a sua prova, em 1923.
Tranças foram inicialmente considerados como uma ferramenta da teoria do nó de Alexander. Seu teorema dá uma resposta positiva para a pergunta: É sempre possível transformar um determinado nó em um sistema fechado de trança?  Um bom exemplo de construção encontra-se na página 130  do livro, "O Livro do Nó", de Adams (veja a ref. abaixo).
No entanto, a correspondência entre nós e tranças é, claramente, de um-para-um: um nó pode ter muitas representações de trança. Por exemplo, tranças conjugadas produzem nós equivalente. Isto leva a uma segunda questão fundamental: quais tranças fechadas representam o mesmo tipo de nó?
Essa questão é abordada no teorema de Markov, o que dá 'movimentos' relacionando quaisquer duas tranças fechadas que representam o mesmo nó.